# Lindo Pulgoso
Lindo Pulgoso (Precious Pupp en inglés) es un personaje de ficción creado por la factoría de animación de Hanna-Barbera. Se trata de un perro de dibujos animados, no parlante; que probablemente pertenece a la raza Setter o Golden retriever. Sus aventuras fueron emitidas por primera vez por la cadena de televisión estadounidense NBC el 2 de octubre de 1965 dentro del show de la Hormiga Atómica que incluía además de las aventuras de la heroica hormiga, las aventuras de los Osos Montañeses.

## Personajes
- Lindo Pulgoso: (Precious Pupp en inglés), es un perro sardónico y malcarado que tiene la habilidad de reírse entre dientes de los infortunios de sus enemigos, con una risa un tanto asmática. No preserva el aspecto antropomórfico de la mayoría de los personajes de Hanna-Barbera, sino que suele deambular a cuatro patas como cualquier perro normal. Aunque si quiere, también puede ponerse a dos patas. Su aspecto es desgreñado, pues es un perro flaco de morro alargado y su pelo es largo y melenudo de color marrón.
- Dulce Abuelita: (Granny Sweet en inglés), la dueña de Pulgoso, es una abuelita con una gran cabeza y un cuerpo delgado y menudo. Luce cabello blanco, recogido en un moño por detrás y cortado corto y escalado juvenil en el flequillo. Lleva anteojos y una expresión audaz y despierta. La Dulce Abuelita no viste como una tradicional viejecita. Muy al contrario, viste pantalones o faldas modernas dependiendo de la actividad diaria. Gozando de buena salud y con un carácter inusual para una señora de su edad la Dulce Abuelita monta en moto, surfea, escala o monta en monopatín.

## Voces
- Lindo Pulgoso: Don Messick
- La Dulce Abuelita: Janet Waldo (la actriz de voz de Penelope Pitstop)

## Argumento
El leif motiv de la serie es que muchos randas rondan a la Dulce Abuelita viéndola como el objetivo idóneo para robarla o hacerle daño y siempre está ahí Pulgoso para advertirles lo equivocadas que están sus ideas. Por muchos planes que hagan los malhechores, Pulgoso siempre es mucho más listo y maquinador que los infames villanos. Pero todo esto lo hace a espaldas de su dueña, la Dulce Abuelita, ante la que siempre adopta una pose de angelito que ella adora. Por ello La Dulce Abuelita tilda a Lindo Pulgoso con el irónico título de ...Su Linda mascota... pues Pulgoso evita crearle disgustos. Sin embargo, mientras la Abuelita no mira, para aquel a que se le acerque, Pulgoso se convertirá en su peor pesadilla.

## Episodios

### Temporada 1 (1965)[2]
| No | Título             | Fecha de estreno original |
| -- | ------------------ | ------------------------- |
| 1  | Precious Jewels    | 2 de octubre de 1965      |
| 2  | Doggone Dognapper  | 9 de octubre de 1965      |
| 3  | Bites And Gripes   | 16 de octubre de 1965     |
| 4  | Queen Of The Road  | 23 de octubre de 1965     |
| 5  | Crook Out Cook Out | 30 de octubre de 1965     |
| 6  | Next Of Kin        | 6 de noviembre de 1965    |
| 7  | Bowling Pinned     | 13 de noviembre de 1965   |
| 8  | Poodle Pandemonium | 20 de noviembre de 1965   |
| 9  | Dog Tracks         | 27 de noviembre de 1965   |
| 10 | Sub-Marooned       | 4 de diciembre de 1965    |
| 11 | Lady Bugged        | 11 de diciembre de 1965   |
| 12 | Test In The West   | 18 de diciembre de 1965   |
| 13 | Bones And Groans   | 25 de diciembre de 1965   |
| 14 | Girl Whirl         | 1 de enero de 1966        |
| 15 | Butterfly Nut      | 8 de enero de 1966        |
| 16 | Precious Bone      | 15 de enero de 1966       |
| 17 | The Bird Watcher   | 22 de enero de 1966       |
| 18 | Dog Trained        | 29 de enero de 1966       |
| 19 | Oliver Twisted     | 5 de febrero de 1966      |
| 20 | Pup, Skip And Jump | 12 de febrero de 1966     |

### Temporada 2 (1966)[3]
| No | Título                    | Fecha de estreno original |
| -- | ------------------------- | ------------------------- |
| 21 | A Grapple For The Teacher | 10 de septiembre de 1966  |
| 22 | Pot Time Work             | 17 de septiembre de 1966  |
| 23 | A Fiend In Need           | 24 de septiembre de 1966  |
| 24 | Ski Sickness              | 1 de octubre de 1966      |
| 25 | Mascot Massacre           | 8 de octubre de 1966      |
| 26 | A.M. Mayhem               | 15 de octubre de 1966     |

## Relacionados
- Los Osos Montañeses
- La Hormiga Atómica
- El Inspector Ardilla
- La Bruja tonta